# Club Français Paris
Der Club Français war ein Ende des 19. Jahrhunderts gegründeter und 1940 aufgelöster französischer Fußballverein aus Paris.
Er gehörte damit zu den ältesten Fußballvereinen des Landes. Die Vereinsfarben des Club, wie er kurz genannt wurde, waren Rosa und Schwarz. Profistatus hatte der Club nur von 1932 bis 1934; erstklassig spielte er lediglich in der Spielzeit 1932/33.

## Geschichte

### Gründung
Gegründet wurde der Verein offiziell am 13. September 1892; dies ist jedenfalls das Datum der behördlichen Genehmigung, die damals in Frankreich erforderlich war. Die Gründer des Vereins, ehemalige Schüler des Collège Chaptal und des Lyzeums Janson de Sailly, spielten allerdings bereits ab 1890 Fußball, und das schon sehr früh in der Assoziations- und nicht mehr in der Rugby-Version dieses Ballsports.
Seine Besonderheit lag in der Tatsache, dass der Club Français ausschließlich Franzosen in seine Mannschaft aufnahm. Alle anderen Klubs hatten in der Zeit um die Jahrhundertwende fast nur Ausländer, überwiegend Briten oder Belgier, in ihren Reihen. Infolgedessen führte der französische Verband Union des sociétés françaises de sports athlétiques (USFSA) Anfang des 20. Jahrhunderts eine „Inländerquote“ bei seinen Meisterschaften ein, die zunächst zwei, später drei Franzosen in jeder Mannschaft zur Bedingung machte.

### Vor dem Ersten Weltkrieg
Der Club Français trat unmittelbar nach seiner Gründung dem bis dahin einzigen Fußballverband, der USFSA, bei, die ab 1894 regionale Titelkämpfe organisierte, zuerst nur in Paris, ab 1896/97 auch in anderen Regionen, wo Fußballvereine existierten (namentlich im Norden und am Ärmelkanal, um Bordeaux und an der Mittelmeerküste). Ab 1898/99 ermittelten die regionalen Meister in einer Endrunde um den Championnat de France jährlich den französischen Landesmeister der USFSA. Ab 1905 entstanden mehrere konkurrierende Verbände, die ihre eigenen Meisterschaften ausspielten – die USFSA blieb aber der mitgliederstärkste Verband, dem auch die meisten anderen Traditionsvereine Frankreichs (z. B. Standard AC, Racing Club de France und Cercle Athlétique aus Paris, der Le Havre AC, Stade Helvétique Marseille, Olympique Lille, RC Roubaix und US Tourcoing) angehörten.
Der Club Français trug nach seiner Gründung zunächst freundschaftliche Wettspiele aus, von denen über ein 2:3 gegen die White Rovers im Januar 1893 sogar in der deutschen Zeitschrift Spiel und Sport ausführlich berichtet wurde. 1894 nahm er an der allerersten Pariser Meisterschaft teil, unterlag allerdings im Halbfinale erneut den White Rovers, die dann ihrerseits gegen den bis 1901 dominierenden Standard AC verloren; im folgenden Jahr ergab sich exakt dieselbe Konstellation. Aber 1896 wurde das K.-o.-System durch eine Spielrunde „jeder gegen jeden“ ersetzt, und im April stand der Club als Pariser Meister fest – er hatte sämtliche acht Gegner besiegt. Bereits im Februar dieses Jahres war die Mannschaft zu zwei Spielen nach Belgien gereist und hatte den Sporting Club Brüssel sowie den FC Antwerpen geschlagen.

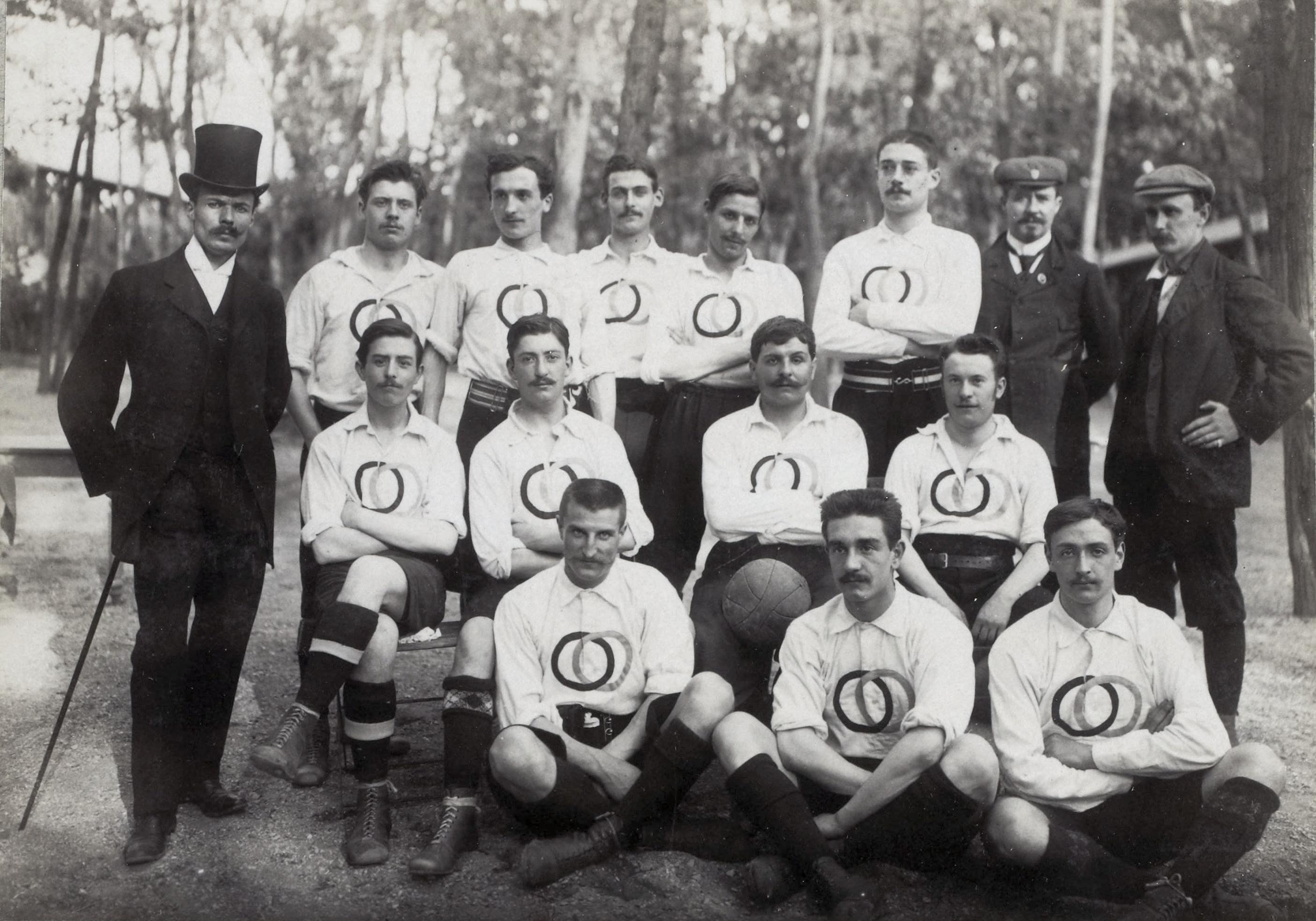
Die Elf von Stade Français bei den Olympischen Spielen 1900

Erst 1899 stand der CF in Paris wieder auf Platz eins, weigerte sich dann aber, zum ersten landesweiten Finale gegen die Le Havre AC anzutreten (mit der Begründung, dass der bisher nur in Paris ausgespielte Meisterpokal laut Verbandsreglement für immer in dieser Stadt bleiben müsse); die USFSA erklärte daraufhin Le Havre zum Meister. 1900 erreichte der Club Français erneut das Finale gegen Le Havre und verlor es wiederum – diesmal auf dem Spielfeld.
Im selben Jahr vertrat der Club Frankreichs Farben beim olympischen Fußballturnier; er verlor dort gegen das Fußball-Mutterland England (genauer: den Upton Park FC) relativ glimpflich mit 0:4, gewann dann aber gegen Belgien (Université de Bruxelles) 6:2 und somit die Silbermedaille. Danach trat er erst 1918 wieder erwähnenswert hervor, als er in einer allerdings kriegsbedingt eingeschränkten Runde zum vierten Mal Meister von Paris werden konnte und im erstmals ausgespielten Landespokal für Vereine aller Verbände (Coupe Charles Simon, seit 1920 bis heute Coupe de France) immerhin das Viertelfinale erreichte (2:3 gegen den späteren Sieger Olympique de Pantin).

### Zwischen den Kriegen

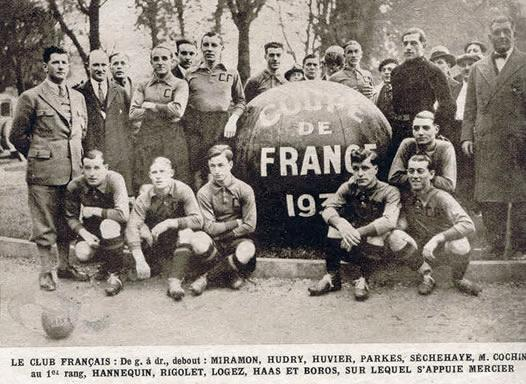
Die Pokalsiegermannschaft von 1931

Nach Gründung des einheitlichen französischen Fußballverbandes FFF (1919) konnte der Club Français in der bis 1932 fortbestehenden regionalen Aufteilung des Spielbetriebes noch zweimal Pariser Meister werden (1929 und 1930), machte aber vor allem im Pokal auf sich aufmerksam: 1926 und 1927 stand er jeweils erneut im Viertelfinale, 1931 gewann er diesen Wettbewerb nach Siegen u. a. über Olympique Marseille (dazu waren drei, nach anderen Quellen sogar vier Spiele nötig), Excelsior AC Roubaix, OGC Nizza und Sports Olympiques Montpelliérains (3:0-Finalsieg).
Im Oktober 1924 schrieb der Club Français deutsch-französische Geschichte, als er die Berliner Tennis Borussia zu einem Freundschaftsspiel in Paris empfing. Es handelte sich um das erste sportliche Kräftemessen zwischen zwei Vereinsmannschaften der „Erzfeinde“ nach dem Weltkrieg; einen Monat später kam es auch noch zu einer zweiten Begegnung in Berlin.
Mit seinen Erfolgen gehörte CF bei der Einführung eines landesweiten, professionellen Ligabetriebes (1932) selbstverständlich zu den 20 Vereinen, die in der (im ersten Jahr noch zweigeteilten) Division 1 den französischen Meister ermittelten. Der Club belegte in seiner Gruppe Platz 8, doch da die Liga 1933/34 auf 14 Mannschaften reduziert wurde, bedeutete dies den Abstieg in die Zweitklassigkeit. Dabei hatte der Club Français den torhungrigsten Sturm aller Erstligisten und mit Robert Mercier auch den allerersten Torschützenkönig des französischen Profifußballs in seinen Reihen – er besaß aber eben auch die zweitschlechteste Abwehr der D1.
Ein Jahr später beendete der Zweitligist das Kapitel Profifußball aus finanziellen Gründen. 1940 erfolgte die Auflösung des Klubs.

## Spielstätte
Ab 1903 spielte er im Stade de la Porte de Briançon.

## Sportliche Erfolge
- Französische Fußballmeisterschaft
  - Platz 8 in Gruppe A: 1932/33
- Französischer Fußballpokal
  - Sieger: 1931
- Pariser Fußballmeisterschaft
  - Sieger: 1896, 1899, 1900, 1918 (USFSA), 1929, 1930 (FFF)

## Nationalspieler
In Klammern: Zahl der Länderspiele für Club Français und Zeitraum dieser Einsätze
- Maurice Banide (2, 1933–1934) und 7 weitere Spiele für drei andere Klubs
- Jean Batmale (2, 1920–1921) und 4 weitere Spiele für zwei andere Klubs
- Marcel Bertrand (5, 1929)
- Fernand Canelle (6, 1904–1908)
- Julien du Rhéart (1, 1908) und 2 weitere Spiele für zwei andere Klubs
- Georges Garnier (3, 1904–1905)
- Raymond Gigot (1, 1905)
- Robert Mercier (6, 1931–1933, erzielte dabei drei Tore) und 1 weiteres Spiel für einen anderen Klub
- Raymond Sentubéry (3, 1924–1926)